# Martin Fourichon

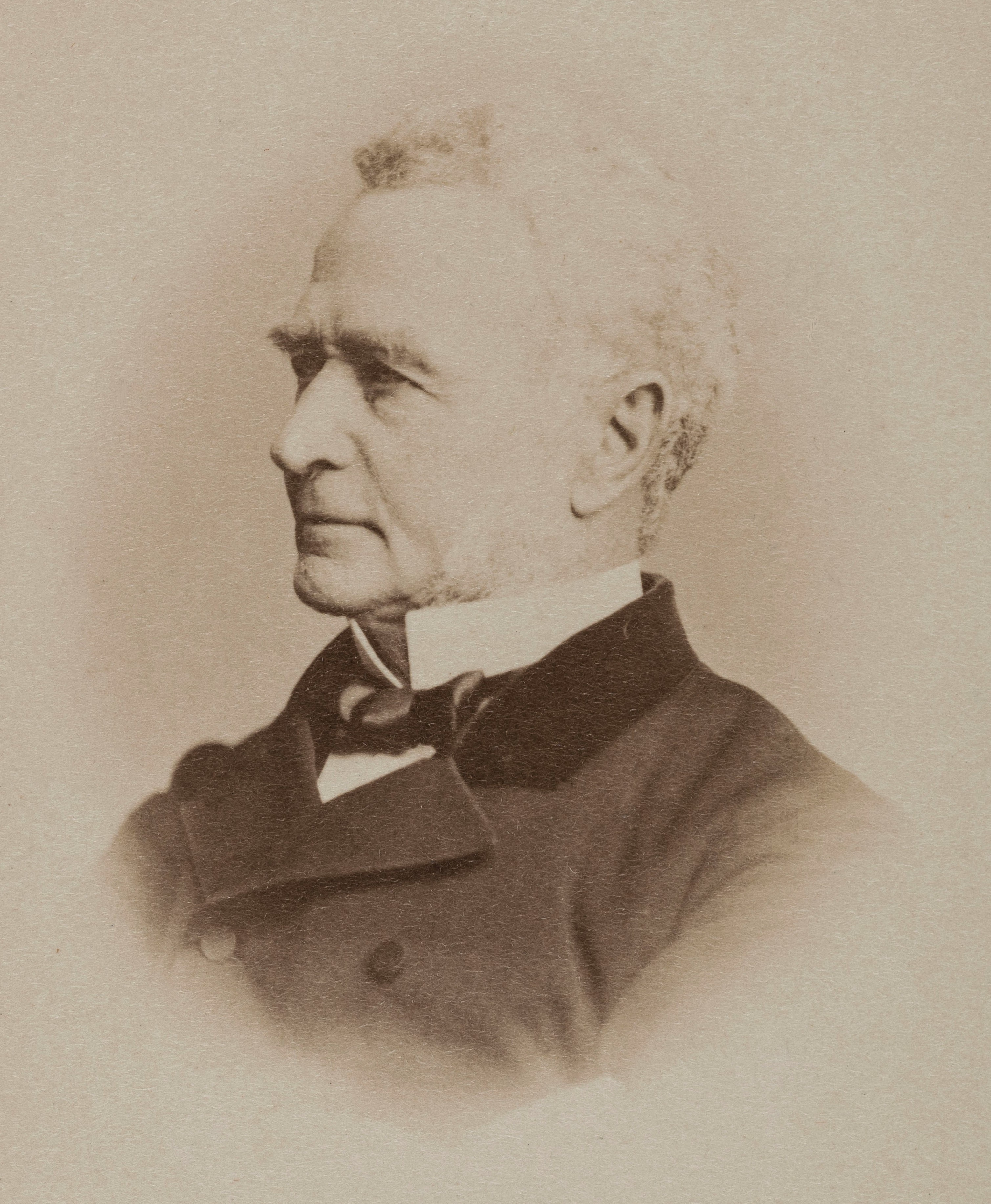
Martin Fourichon

Léon Martin Fourichon (* 10. Januar 1809 in Saint-Malo; † 24. November 1884 in Paris) war ein französischer Admiral und Marineminister.

## Leben
Fourichon besuchte seit 1824 die Marineschule in Brest, wurde 1833 Lieutenant de vaisseau (Kapitänleutnant) und war 1843 bereits Capitaine de corvette (Korvettenkapitän). 1848 wurde er zum Capitaine de frégate (Fregattenkapitän) befördert und zum Gouverneur der Gefangeneninsel Cayenne ernannt. Schließlich wurde er 1853 Contre-amiral (Konteradmiral).
In den Folgejahren war Fourichon Generalstabschef der Flotte von Brest, dann wirkte er als Oberbefehlshaber der Station des Pazifiks und war später als Chef der Marineangelegenheiten in Algerien.
1859 wurde Fourichon Vice-amiral (Vizeadmiral) und gleichzeitig Chef der Mittelmeerflotte der französischen Marine. Anschließend berief man ihn in das Komitee für Marineangelegenheiten, worin er 1864 den Vorsitz übernahm.
Beim Ausbruch des Deutsch-Französischen Krieges 1870 erhielt Fourichon den Befehl über das für die Nordsee bestimmte Geschwader (Escadre de la mer du nord) und lief am 9. August mit acht Panzerschiffen, Flaggschiff Magnanime, von Cherbourg aus. Vor Helgoland versuchte er eine Blockade der deutschen Nordseeküste durchzuführen, hielt sich allerdings von einem Angriff auf Wilhelmshaven zurück. Auch die auf der Außenreede des Jadebusens liegende deutsche Panzerflotte ließ er in Ruhe. Am 12. September kehrte er unverrichteter Dinge nach Cherbourg zurück und erfuhr unterwegs von seiner Ernennung zum Marine- und Kolonialminister durch die Regierung der nationalen Verteidigung Frankreichs.
Bei der Regierungsdelegation in Tours übernahm Fourichon die obere Leitung der militärischen Angelegenheiten, musste aber nach dem Eintreffen Léon Gambettas auf jede selbständige Aktivität verzichten. Im Februar 1871 wurde Fourichon in die Nationalversammlung gewählt und gehörte dort zum rechten Zentrum. 1875 wurde er als Sénateur inamovible in den Senat berufen und am 9. März im Kabinett Dufaure erneut mit der Leitung des Ministeriums für die Marine und die Kolonien betraut. Am 16. Mai 1877 trat er mit dem gesamten Kabinett zurück.
Martin Fourichon starb am 24. November 1884 in Paris.